# Guranda Gwaladse

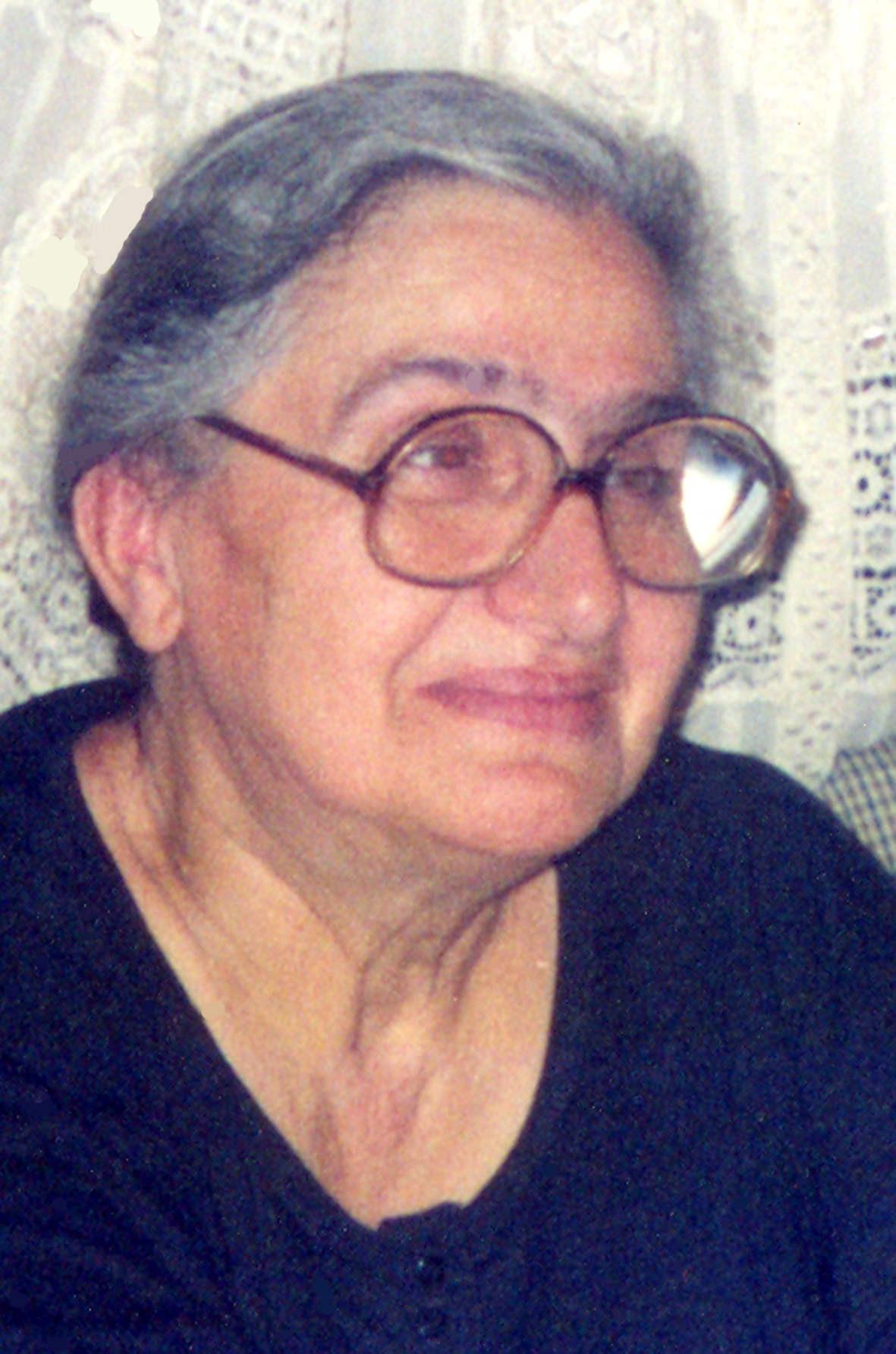
Guranda Gwaladse (2005)

Guranda Gwaladse (georgisch გურანდა ღვალაძე; * 23. Juni 1932 in Tbilissi, Georgische SSR, UdSSR; † 24. Januar 2020, ebenda) war eine georgische Botanikerin. Sie war Mitbegründerin der Pflanzenembryologie in Georgien.

## Leben
Sie studierte Biologie an der Staatlichen Universität Tiflis (1951–1956). Sie ist seit 1973 Doktorin der Wissenschaften (Dr.Habil.). Gwaladse arbeitete als Wissenschaftliche Mitarbeiterin des Ketskchoweli Instituts für Botanik in Tiflis von 1959 bis 1983 und leitete die Abteilung für Pflanzenembryologie von 1983 bis 2006. Sie verfasste seit 1956 180 wissenschaftliche Forschungsarbeiten, darunter 3 Monographien über verschiedene Probleme der Pflanzenembryologie. Sie war ab 2006 Leitende Wissenschaftliche Mitarbeiterin des Instituts für Botanik.
Gwaladse war ab 1983 Mitglied des Kuratoriums der Georgischen Gesellschaft für Botanik, Mitglied der Abchasischen Akademie der Wissenschaften in Tiflis (ab 1996) und der Internationalen Assoziation für Pflanzenreproduktion - IASPRR (ab 1990). Ab 2008 war sie Mitglied der World Academy of Science, Engineering and Technology (WASET). Sie war Mitbegründerin der ESGNS (Georgian National Section of EuroScience, 1998).
Sie war die Mutter des georgischen Historikers Lewan Uruschadse.

## Schriften
- Forms of Apomixis in the genus Allium L. In: S. S. Khokhlov (Hrsg.): Apomixis and Breading. AmerInd Pub., New Delhi-Bombay-Calcutta-New York 1976, S. 160–165.
- Asynchronous Division in Embryo and Endosperm in Liliaceae. In: Proc. Ind. Nat. Sci. Acad. B45, Nr. 6. Delhi 1979, S. 596–604.
- Ultrastructural Study of Embryo Sac of Galanthus Nivalis L. In: Fertilization and Embryogenesis in Ovalated Plants. VEDA, Bratislava 1983, S. 203–205.
- mit M. Sh. Akhalkatsi: Is the Poligonum-type Embryo Sac primitive? In: J. Phytomorphology. Band 40 (3&4). Delhi (Indien) 1990, S. 331–337.
- mit M. Sh. Akhalkatsi: Double Fertilization in Peperomia Pellucida. In: J. Phytomorphology. Band 48 (4), 1998, S. 405–409.
- mit N. Nadirashvili und M. Sh. Akhalkatsi: Chromatin Diminution during Endosperm Development in Allium atroviolaceum Boiss (Alliaceae). In: Bulletin of the Georgian Academy of Sciences. Band 166, Nr. 3. Tbilisi 2002, S. 537–540.
- mit M.Sh. Akhalkatsi und M. Gachechiladze: Embryology of Gentiana angulosa and G. Pontica (Gentianaceae). In: Proc. Georgian Acad. Sci. Biol. Ser. B., vol. 2, Nr. 1–2, 2004, S. 29–34.